# Presicce
Presicce est une ancienne commune italienne de la province de Lecce, dans la région des Pouilles.
Depuis le 15 mai 2019, elle est unie à l'ancienne commune d'Acquarica del Capo pour former la commune nouvelle de Presicce-Acquarica, qui comptait 10 487 habitants en décembre 2019.

## Administration
| Période                                  | Période  | Identité         | Étiquette       | Qualité |
| ---------------------------------------- | -------- | ---------------- | --------------- | ------- |
| 15/06/2009                               | En cours | Leonardo La Puma | (liste civique) |         |
| Les données manquantes sont à compléter. |          |                  |                 |         |

### Communes limitrophes
Acquarica del Capo, Alessano, Salve, Specchia, Ugento.